# Nisaba

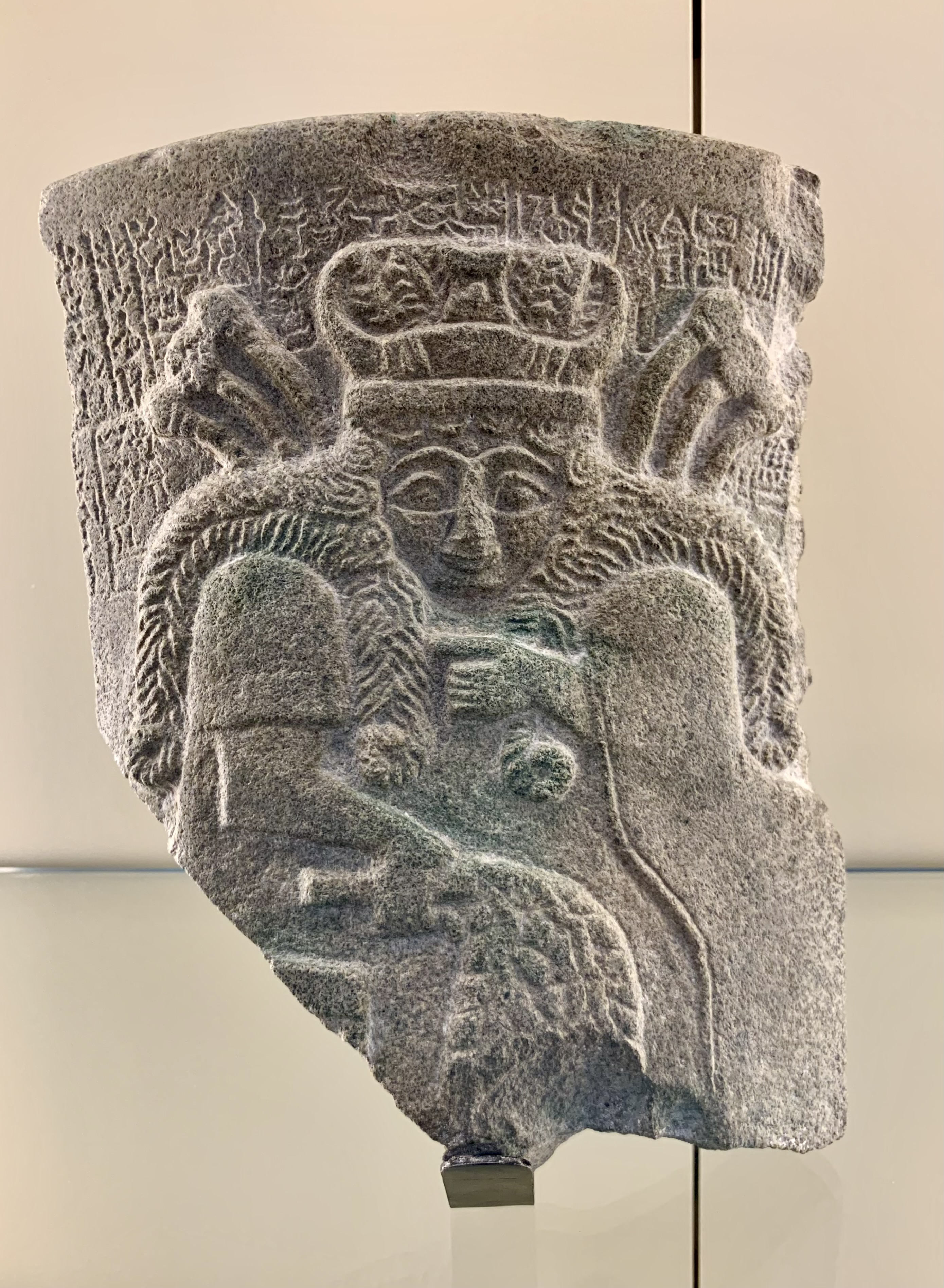
Un frammento che rappresenta la dea Nisaba/Nidaba con un'iscrizione di Entemena re di Lagaš (2450 a.C.). È conservato presso il Vorderasiatisches Museum di Berlino. Il suo nome è riportato con il segno determinativo dei vari tipi di grano (NAGA) in quanto Nisaba, patrona degli scribi, fu in origine una dea del raccolto del grano. Nell'immagine tiene in mano un mazzo di spighe e ha sul capo una corona cornuta che ne indica lo statuto divino.

Nisaba o Nidaba (Ni-is-sa-bi forse da *Ninsaba, quindi nel significato di "Signora di Sab[a]") è una dea della mitologia sumerica che presiede alla scrittura e alle misurazioni. Viene, talvolta, indicata con altri appellativi, come Nanibgal, Nunbaršegunu ("šegunu" è una varietà di cereale, forse l'orzo, e "nun" significa principessa) o Ašnan, un titolo legato alle prime spighe.
Suo coniuge/paredro era Ḫaia, il dio dei magazzini. Sua figlia, la dea Sud, viene corteggiata da Enlil, che la sposa e gli assegna il nuovo nome Ninlil (= signora dell'aria).

## Culto
Il suo santuario (l'E-zagin, "Casa di lapislazzuli") si trovava a Ereš, città che scompare dai testi dopo il XIX secolo. Era venerata anche a Umma.

## Funzioni
Suo compito è scrivere cronache, annotare, tenere registrazioni (ad esempio in occasione del raccolto del grano) e conservare i confini. Nei testi sumeri viene descritta con in mano lo stilo per incidere le tavolette oppure la canna mensoria per misurare i campi. 
(Traduzione dal sumerico di Giorgio R. Castellino in Testi sumerici e accadici, Torino, UTET, 1977, p. 84)
Nisaba è patrona degli scribi sumeri, le cui tavolette spesso iniziano con la frase "sia lode a Nisaba"
(DINGIR.NAGA.ZAG.SAL; dnisaba za3-mi2). Essa svolge per gli altri dei le funzioni che gli scribi svolgono per i re:
- Diffonde la sapienza del dio Enki (fra cui, appunto, i me sopra citati) ed egli ha costruito per lei una scuola.
- Emana predizioni astrologiche. Sulle ginocchia, infatti, tiene una tavoletta di lapislazzuli con le stelle del cielo (dub.mul.an) e la consulta.[2]
- Nel poema Lugal ud me-lám-bi nirgál collabora con il dio Luna (Nanna/Sin) nel misurare il tempo.[3] Questo ruolo forse allude alle correzioni che i sumeri applicavano al calendario lunare (fra cui mesi di 30 giorni) allo scopo di allinearlo con l'anno solare.
- Il primo giorno dell'anno, quando la dea Nanše amministra la giustizia agli uomini, Nisaba l'assiste mettendo in fila i postulanti e registrando come scriba i giudizi emessi.
- Quando Ninurta conquista la "montagna" (le terre poste a nord-est, abitate da popolazioni nemiche e barbare), ne affida a Nisaba l'amministrazione.

## Divinità analoghe
Nel periodo babilonese fu sostituita dal dio Nabu, al quale venne in una prima fase associata come istruttrice o come moglie.
Le sue funzioni sono svolte dal dio Thot nella mitologia egizia e da Sarasvati nella mitologia indiana. 